# Paregnatius moritzi
Paregnatius moritzi är en insektsart som beskrevs av Boris Petrovich Uvarov 1933. Paregnatius moritzi ingår i släktet Paregnatius och familjen gräshoppor.

## Underarter
Arten delas in i följande underarter:
- P. m. moritzi
- P. m. farsistanicus